# Грамматика эсперанто
Грамма́тика эспера́нто — грамматика планового языка эсперанто. Благодаря логичности своей структуры менее сложная, чем большинство грамматик национальных языков. Кроме того, простая система аффиксов облегчает изучение эсперанто: при помощи неё можно на основе знакомых слов самому создать новые слова, понятные для других, следовательно, нет необходимости учить много различных корней.

## Фундаментальная грамматика эсперанто

### Алфавит
Aa, Bb, Cc, Ĉĉ, Dd, Ee, Ff, Gg, Ĝĝ, Hh, Ĥĥ, Ii, Jj, Ĵĵ, Kk, Ll, Mm, Nn, Oo, Pp, Rr, Ss, Ŝŝ, Tt, Uu, Ŭŭ, Vv, Zz. Примечание: типографии, которые не поддерживают буквы ĉ, ĝ, ĥ, ĵ, ŝ, ŭ могут вместо них использовать h-систему: ch, gh, hh, jh, sh, u; или x-систему: cx, gx, hx, jx, sx, ux.

### Правила
Шестнадцать правил, которыми была описана грамматика эсперанто в первом учебнике языка, в вольном изложении выглядят так:
1. Неопределённого артикля нет; есть только определённый артикль (la), равный для всех полов, падежей и чисел. Примечание: употребление данного артикля такое же, как в других языках. Люди, для которых употребление артикля является сложным, могут первое время не использовать его совсем.
2. Существительные имеют окончание -o. Для формирования множественного числа прибавляется окончание -j. Существует только два падежа: именительный и винительный; для получения последнего к слову в именительном падеже добавляется окончание -n. Остальные падежи получаются с помощью предлогов (родительный падеж — de, дательный падеж — al, творительный падеж — per или другими предлогами в зависимости от смысла).
3. Прилагательные оканчиваются на -a. Падеж и число как у существительных. Сравнительная степень создаётся при помощи слова pli, превосходная степень — plej; при сравнительной степени используют союз ol.
4. Фундаментальными (не склоняющимися) числительными являются: unu (один), du (два), tri (три), kvar (четыре), kvin (пять), ses (шесть), sep (семь), ok (восемь), naŭ (девять), dek (десять), cent (сто), mil (тысяча). Десятки и сотни формируются с помощью простого присоединения числительных (dudek (двадцать), sescent (шестьсот)). Для порядковых числительных добавляется окончание прилагательного; для множественных — суффикс -obl-, для дробных — -on-, собирательных — -op-. Предлог po используется аналогично с русским: po du pomoj (по два яблока). Кроме того, числительные могут использоваться как существительные (с добавлением окончания o) и как наречия (окончание e).
5. Личные местоимения: mi (я), vi (ты, вы), li (он), ŝi (она), ĝi (оно, обычно применяется для объекта, животного или ребёнка), si (возвратное местоимение 3-го лица), ni (мы), ili (они), oni (безличное местоимение множественного числа); притяжательные местоимения образуются с помощью добавления окончания прилагательного. Склонение как у существительных.
6. Глаголы не изменяются по лицам и числам. Формы глагола: настоящее время принимает окончание -as; прошедшее время — -is; будущее время — -os; условное наклонение — -us; повелительное наклонение — -u; инфинитив — -i. Причастие (отглагольные прилагательные или наречия): суффикс действительных причастий настоящего времени -ant-; действительных причастий прошедшего времени — -int-; действительных причастий будущего времени — -ont-; страдательных причастий настоящего времени — -at-; страдательных причастий прошедшего времени — -it-; страдательных причастий будущего времени — -ot-.
7. Наречия оканчиваются на -e; степени сравнения как у прилагательных.
8. Все предлоги сами по себе требуют именительного падежа.
9. Каждое слово читается так, как оно пишется.
10. Ударение всегда на предпоследнем слоге.
11. Сложные слова создаются путём простого слияния слов (главное слово пишется в конце).
12. Нет двойного отрицания. То есть вариант neniu ne venis (никто не пришёл) будет неверным, а neniu venis (дословно: никто пришёл) — верным (в слове никто и так имеется отрицание). Примечание. Строго говоря, вариант «neniu ne venis» является правильным, но он означает: «не нашлось никого, кто бы не пришел», то есть «все пришли». Однако этот вариант не рекомендуется употреблять в обычной речи именно потому, что может вызывать трудности у носителей тех языков, где двойное отрицание есть.
13. Для указания направления к словам прибавляется окончание винительного падежа (sur tablo «на столе», sur tablon «на стол»).
14. Все предлоги, кроме одного, имеют определённое постоянное значение. Если из смысла предложения невозможно определить необходимый предлог, тогда употребляется не имеющий собственного определённого смысла предлог je (например, в сравнениях: je du metroj pli alta «на два метра выше»). Также может употребляться винительный падеж без предлога (du metrojn pli alta «на два метра выше»).
15. Слова, которые большинством языков заимствованы из одного источника (интернационализмы), употребляются в эсперанто без изменений, «как есть», но только следуя орфографии эсперанто (nacio «нация»). При наличии однокоренных слов заимствуется только словообразующая основа, а остальные слова образуются от неё по правилам эсперанто (nacia «национальный»).
16. Окончание существительного и артикля может быть отброшено и заменено апострофом (не произносится).